# Базеј
Базеј (фр. Bazeilles) насеље је и општина у североисточној Француској у региону Шампањ-Арден, у департману Ардени која припада префектури Седан.
По подацима из 2011. године у општини је живело 2.000 становника, а густина насељености је износила 213,22 становника/km². Општина се простире на површини од 9,38 km². Налази се на средњој надморској висини од 156 метара.

## Демографија
| 1962. | 1968. | 1975. | 1982. | 1990. | 1999. | 2011. |
| ----- | ----- | ----- | ----- | ----- | ----- | ----- |
| 1.318 | 1.337 | 1.376 | 1.708 | 1.599 | 1.879 | 2.000 |

График промене броја становника у току последњих година